# Yuri Terao
Yuri Terao (jap. 寺尾 勇利, Terao Yūri; * 29. April 1995 in Nikkō) ist ein japanischer Eishockeyspieler, der seit 2019 bei den Utah Grizzlies aus der ECHL unter Vertrag steht.

## Karriere
Yuri Terao begann mit dem Eishockey in der Schulmannschaft der Komazawa-Universitätsoberschule, die zum System der Komazawa-Universität gehört. 2014 wechselte er zu den Nikkō IceBucks in die Asia League Ice Hockey. Nachdem er die Spielzeit 2015/16 bei den Waterloo Black Hawks in der United States Hockey League verbracht hatte, kehrte zu den IceBucks zurück. 2019 wagte er den erneuten Sprung über den Pazifik und spielt seither für die Utah Grizzlies in der ECHL.

### International
Für Japan nahm Terao im Juniorenbereich an den U18-Weltmeisterschaften 2012 und 2013, als er mit den meisten Vorlagen und als drittbester Scorer nach den beiden Kasachen Semjon Koschelew und Nikita Michailis zum besten Stürmer des Turniers gewählt wurde, in der Division I teil. Mit den japanischen U20-Junioren spielte er beim IIHF Challenge Cup of Asia (U20) 2014, als die Japaner hinter einer Auswahl der russischen Juniorenliga Molodjoschnaja Chokkeinaja Liga und der U20-Auswahl den dritten Platz belegte.
Für das japanische Herren-Team spielte er erstmals bei der Weltmeisterschaft 2017 in der Division I, in der er auch 2019 spielte. Zudem vertrat er seine Farben bei den Winter-Asienspielen 2017, als die Japaner hinter Kasachstan und Südkorea den dritten Platz belegten.

## Erfolge und Auszeichnungen
- 2013 Bester Stürmer und meiste Vorlagen bei der U18-Weltmeisterschaft der Division I, Gruppe B
- 2017 Bronzemedaille bei den Winter-Asienspielen

## Statistik
(Stand: Ende der Saison 2020/21)